# Maria Wŏn Kwi-im
Św. Maria Wŏn Kwi-im (ko. 원귀임 마리아) (ur. 1819 r. w Yongmori, Korea – zm. 20 lipca 1839 r. w Seulu) – męczennica, święta Kościoła katolickiego.
Maria Wŏn Kwi-im wcześnie straciła rodziców i gdy miała 9 lat jedna z jej krewnych Łucja Won zabrała ją do siebie, nauczyła modlitw i katechizmu. Została ochrzczona w wieku 15 lat. Wkrótce zaczęła otrzymywać oferty małżeństwa, ale odmawiała bo chciała poświęcić się Bogu. W następnym roku ścięła włosy, co wskazywać miało, że jest kobietą zamężną. W czasie prześladowań została oskarżona przez sąsiada o bycie katoliczką. Aresztowano ją i torturowano, żeby zmusić do wyrzeczenia się wiary. Została ścięta 20 lipca 1839 r. w Seulu razem z 7 innymi katolikami (Różą Kim No-sa, Martą Kim Sŏng-im, Teresą Yi Mae-im, Anną Kim Chang-gŭm, Janem Chrzcicielem Yi Kwang-nyŏl, Magdaleną Yi Yŏng-hŭi i Łucją Kim Nusia).
Dzień jej wspomnienia przypada 20 września (w grupie 103 męczenników koreańskich).
Beatyfikowana 25 lipca 1925 r. przez Piusa XI, kanonizowana 6 maja 1984 r. przez Jana Pawła II w grupie 103 męczenników koreańskich.